# Vratiprst

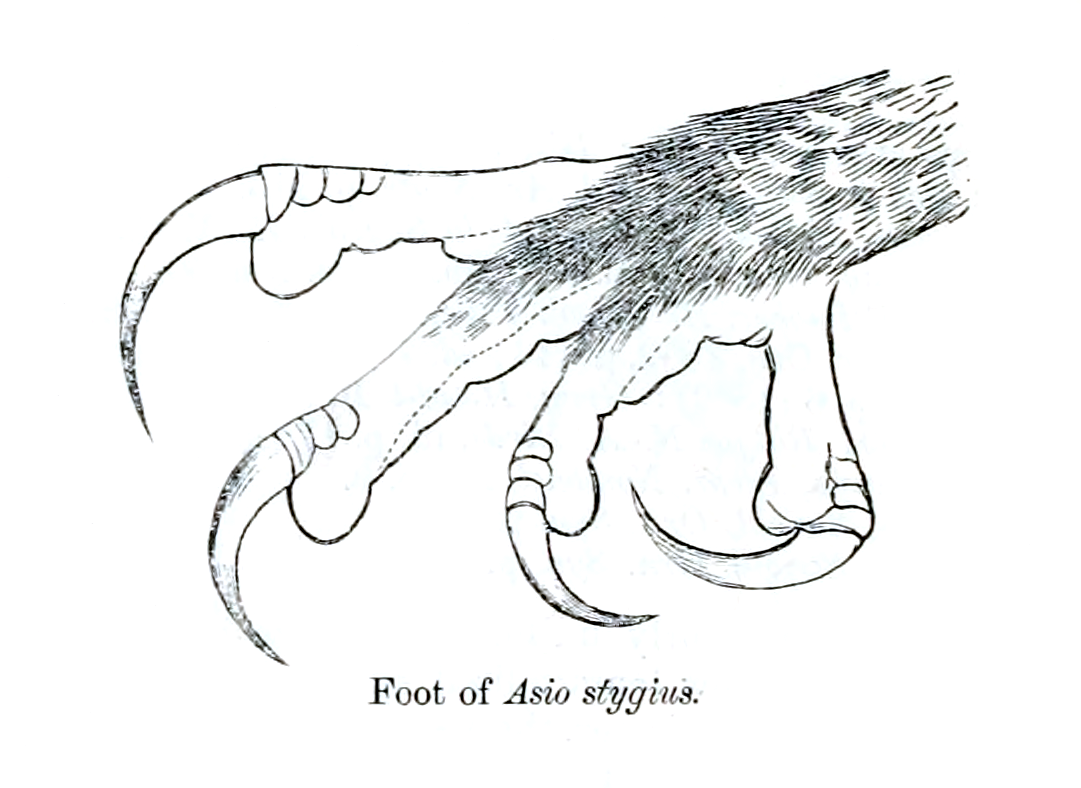
Vratiprst je vpravo

Vratiprst je zevní čtvrtý prst u sov, papoušků a krkavcovitých, který jako jediný lze otočit až o 180°. Prst tedy může být posazen dopředu, což je běžné postavení u většiny ptáků, nebo dozadu. Toto postavení umožňuje snazší úchop například kořisti a též snazší pohyb po větvích.